# HMNB Clyde
HMNB Clyde (His Majesty's Naval Base, Clyde) je jednou ze tří základen Britského královského námořnictva (dalšími jsou HMNB Devonport a HMNB Portsmouth). Základna je velitelstvím pro Skotsko a je rovněž domovským přístavem pro jaderné ponorky vyzbrojené raketami Trident, které jsou schopné nést jaderné zbraně.
HMNB Clyde leží na východním pobřeží Gare Loch ve správní oblasti Argyll a Bute, v severní části Firth of Clyde a 40 kilometrů západně od Glasgow.